# 米歇尔·维奥
米歇尔·维奥（法語：Michel Viaud，1940年2月15日—2001年5月10日），法国男子赛艇运动员。他曾代表法国参加世界赛艇锦标赛，获得一枚铜牌。他也曾参加1960年和1964年夏季奥林匹克运动会。